# 科什坦山

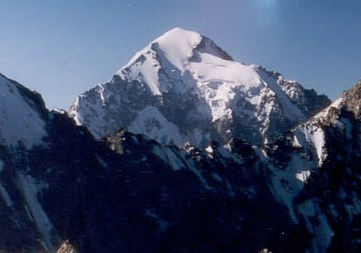
科什坦山的照片

科什坦山是俄羅斯的山峰，屬於高加索山脈的一部分，由卡巴爾達-巴爾卡爾共和國負責管轄，距離與格魯吉亞接壤的邊境，海拔高度5,144米。

## 外部連結
- Columbia Encyclopedia entry